# Pudahuel
Pudahuel é uma das 32 comunas que compõem a cidade de Santiago, capital do Chile.
A comuna limita-se: a norte com Lampa; a leste com Quilicura, Renca, Cerro Navia, Lo Prado e Estación Central; a sul com Maipú; a oeste com Curacaví.
O Aeroporto Internacional Arturo Merino Benítez está localizado em Pudahuel.